# Аленкин, Андрей Фёдорович Жеря
Князь Андрей Фёдорович Аленкин по прозванию Жеря († 1570) — полковой и городовой воевода, наместник в царствование Ивана Грозного.
Из княжеского рода Аленкины. Младший сын воеводы князя Фёдора Александровича Аленкина и внук воеводы князя Александра Фёдоровича Аленки. Имел старшего брата, князя Юрия Фёдоровича.

## Биография
Впервые упомянут в 1548 году в грамоте своего дяди князя А. А. Аленкина данной Спасскому монастырю в Ярославле. В 1550 году тысячник 3-й статьи из Ярославских князей и единственный представитель князей Аленкиных в Дворовой тетради, упомянут после князей Прозоровских и А. М. Курбского. В этом же году воевода полка левой руки в Коломне, а потом у Николы Зарайского против крымцев. В мае 1551 года воевода в Кашире, в октябре записан двадцать шестым в третью статью московских детей боярских. В 1552 — апрель 1553 годах наместник в Чернигове. В ноябре 1554 года на свадьбе казанского царя Симеона Касаевича и Марии Андреевны Кутузовой-Клеопиной был девятнадцатым в свадебном поезде. В 1555 году годовал третьим воеводой в Алатыре. В 1556 году воевода в Шацке. В 1559 году в Казани 3-й воевода, где годовал, а на случай осаду указано ему быть вторым воеводою. В 1560 году послан к Казани первым воеводой Передового полка на "окрестных жителей". В 1561 году воевода в Вязьме. В 1562 году сперва второй воевода в Серпухове с полком правой руки, откуда послан вторым воеводой войск правой руки к Мценску против крымцев.  В 1562 — февраль 1563 годовал воеводой в Торопце. С сентября 1565 года 2-й воевода в Астрахани.  В этом же году сослан в Казань и оставлен в казанском крае на поселение после амнистии в мае 1566 года. В сентябре 1567 года вновь воевода в Шацке.
В 1570 году Иван Грозный послал за Андреем Фёдоровичем опричников, но те нашли его убитым при защите донской крепости от крымских татар. По словам А. М. Курбского «застрелен от праща огненого». Тогда царь у вдовы и детей отнял вотчины, сослал в ссылку и в тюрьме уморил голодом его детей, последних представителей рода Аленкиных.
В синодике опальных Ивана Грозного, князь Андрей Фёдорович с семьёю — не упомянут.

## Критика
В поколенной росписи поданной в 1682 году в Палату родословных дел князь Андрей Фёдорович указан с отчеством Александрович, но в примечанию указано, что необходимо читать — Фёдорович.